# Sança d'Aragó i Hongria
|  | No s'ha de confondre amb Sança d'Aragó o Sança d'Aragó i Gazela. |

Sança d'Aragó (Barcelona, ca. 1241-1247 - Jerusalem, abans de 1291) va ser una peregrina i infanta catalana, la tercera filla del rei Jaume el Conqueridor i Violant d'Hongria. És venerada com a beata al si de l'Orde de la Mercè.

## Biografia
Havia estat promesa al rei Teobald II de Navarra si aquest no maridava la seva germana Constança d'Aragó; finalment, però, no va haver de casar-se amb ell. Havia rebut una educació cristiana i ben aviat va voler deixar la vida cortesana i va ingressar a l'Orde de la Mercè, que el seu pare havia contribuït a fundar.
Sança d'Aragó abandonà la seva vida de comoditats i va anar a Sant Joan d'Acre de Jerusalem. A l'hospital de l'Orde de Sant Joan de Jerusalem va viure en l'anonimat i en la pobresa i va tenir cura dels malalts fins a la seva mort.

## Llegenda
A la seva mort les campanes d'Acre es van posar a tocar soles, com a senyal de la seva santedat. Diu la llegenda en una de les mans, ja morta, tenia una carta que ningú li podia arrencar: només un bisbe va poder agafar-la. La carta havia estat escrita abans de morir i en revelava la identitat, ja que ningú no sabia qui era.
Hi ha més realitat que llegenda entorn de la figura de Sança d'Aragó. Martí de Riquer apunta aquesta història com un intent d'exaltació de la cort dels reis d'Aragó: la casa reial de la dinastia de Barcelona estava interessada a divulgar la fama de la santedat de Sança. Volia tenir un sant en el seu llinatge com havia fet la casa reial de França, la seva rival, quan va canonitzar Sant Lluís el 1297. El fet, però, que el culte sigui de creació reial fa que no hagi tingut cap mena de continuïtat en la tradició popular o en la literatura.
Els fets es coneixen pel testimoni de Joan Manuel de Castella, qui els plasma al Libro de armas. Joan Manuel estava emparentat amb la família reial d'Aragó, ja que s'havia casat primer amb Elisabet de Mallorca i de Foix, filla de Jaume II de Mallorca, neboda de Sança. Quan va morir Elisabet, es va casar amb Constança d'Aragó i d'Anjou, filla de Jaume el Just i neta del germà de Sança, Pere el Gran.
Martí de Riquer explica que els dos elements que li donen un toc fantàstic al relat, el repicar de les campanes i la mà rígida que no deixava anar la carta fins a l'aparició d'una santedat, corresponen a elements d'altres llegendes. En concret, el repic de campanes quan mor algun sant, era un fet molt conegut i difós en molts relats; la mà rígida amb la carta correspon a la llegenda de sant Aleix de Roma, que era un text hagiogràfic molt divulgat.

## Veneració

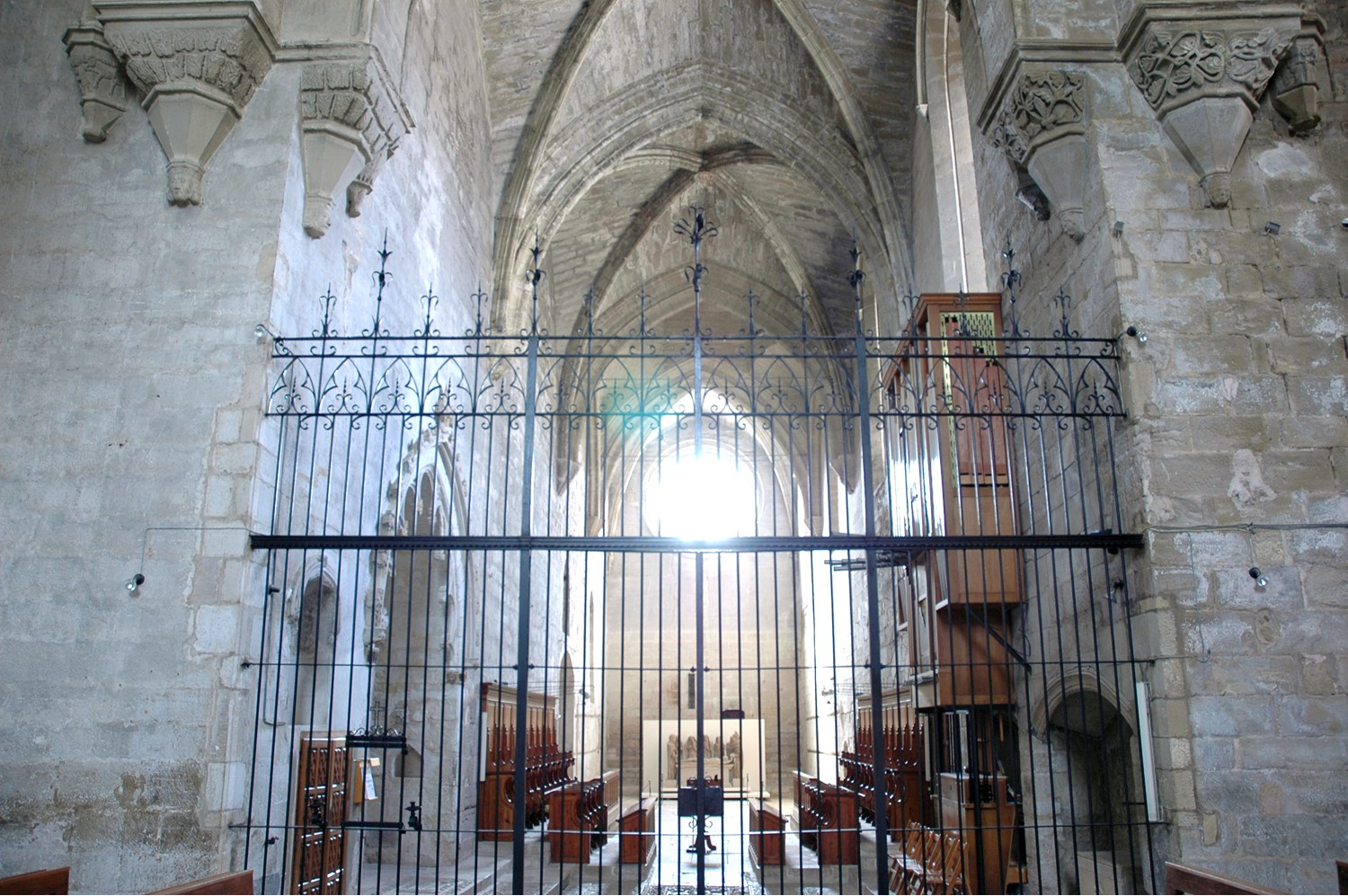
Nau de Santa Maria de Vallbona de les Monges, on hi ha el sepulcre de la infanta

El seu cos va ser traslladat i enterrat a Vallbona de les Monges, on també havia estat sebollida la seva mare. El sepulcre és incrustat al mur del presbiteri, a la part de l'Evangeli. És venerada com a beata, especialment per l'Orde de la Mercè. La seva festivitat és el 19 d'octubre.